# Malaia nona
Malaia nona är en skalbaggsart som beskrevs av Ohaus 1923. Malaia nona ingår i släktet Malaia och familjen Rutelidae. Inga underarter finns listade i Catalogue of Life.